# Platygaster rutilipes
Platygaster rutilipes är en stekelart som beskrevs av Peter Neerup Buhl 1997. Platygaster rutilipes ingår i släktet Platygaster och familjen gallmyggesteklar. Arten är reproducerande i Sverige. Inga underarter finns listade i Catalogue of Life.